# Sigvard Sivertsen
Sigvard Jakob Sivertsen (Bergen, Hordaland, 27 de febrer de 1881 – Bergen, 27 de desembre de 1963) va ser un gimnasta noruec que va competir durant el primer quart del segle xx.
El 1908 va prendre part en els Jocs Olímpics de Londres, on va guanyar la medalla de plata en la prova del concurs complet per equips.
Quatre anys més tard, als Jocs d'Estocolm, guanyà la medalla de bronze en el concurs per equips, sistema suec del programa de gimnàstica.